# بارسيان (إيران)
بارسيان (بالفارسية: بارسيان, إيران) هي منطقة سكنية تقع في إيران في البلدة المركزية. يقدر عدد سكانها بـ 10,549 نسمة .